# Malachiinae
Sous-famille
Les Malachiinae sont une sous-famille d'insectes coléoptères de la famille des Melyridae.

## Tribus
Amalthocini - Apalochrini - Attalomimini - Carphurini - Colotini - Lemphini - Malachiini - Pagurodactylini

## Genres rencontrés en Europe
- Anthocomus Erichson 1840
- Attalus Erichson 1840
- Axinotarsus Motschulsky 1853
- Brachemys Abeille 1890
- Cephalogonia Wollaston 1862
- Cephaloncus Westwood 1863
- Cerapheles Mulsant & Rey 1867
- Ceratistes Fischer de Waldheim 1844
- Charopus Erichson 1840
- Clanoptilus Motschulsky 1853
- Colotes Erichson 1840
- Cordylepherus Evers 1985
- Cyrtosus Motschulsky 1853
- Ebaeus Erichson 1840
- Fortunatius
- Haplomalachius
- Hypebaeus
- Ifnidius
- Malachiomimus
- Malachius
- Micrinus
- Microlipus
- Nepachys
- Paratinus
- Pelochrus
- Protoapalochrus
- Psiloderes
- Sphinginus
- Transvestitus
- Troglops